# Draadslangen
Draadslangen (Leptophis) zijn een geslacht van slangen uit de familie toornslangachtigen (Colubridae) en de onderfamilie Colubrinae.

## Naam en indeling
De wetenschappelijke naam van de groep werd voor het eerst voorgesteld door Thomas Bell in 1825.
De geslachtsnaam is samengesteld uit de Oudgriekse woorden λεπτός, leptos (slank) en ὄφις, ophis (slang). Er zijn elf verschillende soorten, inclusief de pas in 2013 wetenschappelijk beschreven soort Leptophis haileyi.

## Levenswijze
Draadslangen leven zowel op de bodem als in bomen en struiken. De soorten hebben een langwerpig en slank lichaam, de lichaamskleur is meestal groen tot bruin.

## Verspreiding en habitat
Alle soorten komen voor in delen van Midden- en Zuid-Amerika en leven in de landen Mexico, Guatemala, Honduras, Belize, Nicaragua, Costa Rica, Panama, Colombia, Venezuela, Trinidad, Tobago, Frans-Guyana, Guyana, Suriname, Brazilië, Ecuador, Bolivia, Paraguay, Uruguay, Peru, Argentinië, El Salvador.
De habitat bestaat uit vochtige en drogere tropische en subtropische bossen, zowel in laaglanden als bergstreken. Ook in door de mens aangepaste streken zoals landelijke tuinen kunnen draadslangen worden aangetroffen.

## Beschermingsstatus
Door de internationale natuurbeschermingsorganisatie IUCN is aan alle soorten een beschermingsstatus toegewezen. Negen soorten worden gezien als 'veilig' (Least Concern of LC), een als 'kwetsbaar' (Vulnerable of VU) en een als 'onzeker' (Data Deficient of DD).

## Soorten
Het geslacht omvat de volgende soorten, met de auteur en het verspreidingsgebied.
| Naam                      | Auteur                                    | Verspreidingsgebied |
| ------------------------- | ----------------------------------------- | --- |
| Leptophis ahaetulla       | Linnaeus, 1758                            | Mexico, Guatemala, Honduras, Belize, Nicaragua, Costa Rica, Panama, Colombia, Venezuela, Trinidad, Tobago, Frans-Guyana, Guyana, Suriname, Brazilië, Ecuador, Bolivia, Paraguay, Uruguay, Peru, Argentinië, mogelijk in El Salvador |
| Leptophis coeruleodorsus  | Oliver, 1942                              | Venezuela, Tobago, Trinidad |
| Leptophis cupreus         | Cope, 1868                                | Panama, Venezuela, Ecuador, Colombia, Peru |
| Leptophis depressirostris | Cope, 1861                                | Nicaragua, Honduras, Costa Rica, Panama, Colombia, Ecuador, Peru |
| Leptophis diplotropis     | Günther, 1872                             | Mexico |
| Leptophis haileyi         | Murphy, Charles, Lehtinen & Koeller, 2013 | Tobago |
| Leptophis mexicanus       | Duméril, Bibron & Duméril, 1854           | Mexico, Guatemala, Honduras, Belize, El Salvador, Nicaragua, Costa Rica |
| Leptophis modestus        | Günther, 1872                             | Mexico, Guatemala, Honduras, El Salvador |
| Leptophis nebulosus       | Oliver, 1942                              | Honduras, Nicaragua, Costa Rica, Panama |
| Leptophis riveti          | Despax, 1910                              | Costa Rica, Panama, Ecuador, Peru, Colombia, Trinidad |
| Leptophis stimsoni        | Harding, 1995                             | Trinidad |